# Novorondonia
Novorondonia is een kevergeslacht uit de familie van de boktorren (Cerambycidae). De wetenschappelijke naam van het geslacht werd voor het eerst geldig gepubliceerd in 2008 door Özdikmen.

## Soorten
Novorondonia omvat de volgende soorten:
- Novorondonia bisignata (Hayashi, 1976)
- Novorondonia ropicoides (Breuning, 1962)